# 女侠黑蝴蝶
《女侠黑蝴蝶》（英語：Black Butterfly）是1968年上映的一部香港电影，由罗维执导，叶逸芳编剧，岳华等領銜主演。该电影主要讲述伪装成侠盗，经常劫富济贫的关宝珠故事。

## 劇情簡介
江湖中出现了一个怪盗， 她经常劫富济贫，不过这位侠盗的真实身份是一个侠客的女儿关宝珠。
某次在父亲和一个盗贼团发生了摩擦后，她便决定帮助父亲，期间甚至还在父亲面前展露真容。
不过最后，在她和其他人的努力下，他们最终击败了盗贼团伙。

## 演员
- 焦姣
- 田丰
- 岳华
- 小麒麟
- 杨志卿
- 樊梅生
- 李允中
- 洪金宝
- 郝履仁
- 房勉
- 文秀
- 金军
- 谷峰
- 马影

## 职员表
- 制作人：邵仁枚
- 导演：罗维
- 副导演：邹汉斌
- 编剧：叶逸芳
- 摄影：伍灼华
- 配乐：陈永煜
- 剪辑：姜兴隆

## 備註
1. ↑  . 1996年.
2. ↑  魏君子. . 2019年.
3. ↑  . 1967年.
4. ↑  . 1997年.

## 相關連結
- 互联网电影数据库（IMDb）上《女侠黑蝴蝶》的资料（英文）
- 豆瓣电影上《女侠黑蝴蝶》的資料 （简体中文）
- 香港影庫上《女侠黑蝴蝶》的資料（繁體中文）